# Крал на ринга (1998)
Крал на ринга (1998) (на английски: King of the Ring) е шестото годишно pay-per-view събитие от поредицата Крал на ринга, продуцирано от Световната федерация по кеч (WWF). Събитието се провежда на 28 юни 1998 г. в Питсбърг, Пенсилвания.

## Обща информация
На картата на събитието са насрочени девет мача. Основното събитие е мач Първа кръв с участието на Кейн, който побеждава Ледения Стив Остин за Титлата на WWF. Другият основен мач е мач в Адска клетка с участието на Гробаря, който побеждава Менкайнд. Други мачове на ъндъркарда включват финала на турнира Крал на ринга, между Кен Шамрок и Скалата, който Шамрок печели, и мач за Световните отборни титли на WWF (който е добавен към карда по-рано сутринта) между Разбойниците на Новото време (Били Гън и Роуд Дог) и Новият среднощен експрес (Привлекателния Барт и Бомбастичния Боб).

## Резултати
| №                                         | Резултати | Правила                                                                  | Време |
| ----------------------------------------- | --- | ------------------------------------------------------------------------ | ----- |
| 1                                         | Хедбенгърс (Мош и Трашър) и Така Мичиноку побеждават Кайентай (Дик Того, Менс Тейо и Фунаки)                                                            | Шесторен отборен мач                                                     | 06:44 |
| 2                                         | Кен Шамрок поб. Джеф Джарет (с Тенеси Лий) чрез предаване                                                                                               | Полуфинал за Крал на ринга                                               | 05:29 |
| 3                                         | Скалата поб. Дан Севърн | Полуфинал за Крал на ринга                                               | 04:25 |
| 4                                         | Твърде много (Брайън Кристофър и Скот Тейлър) поб. Ал Сноу и Главата                                                                                    | Отборен мач с Джери Лоулър като специален гост съдия                     | 08:26 |
| 5                                         | Екс Пак (с Чайна) поб. Оуен Харт | Индивидуален мач                                                         | 08:30 |
| 6                                         | Разбойниците на Новото време (Били Гън и Роуд Дог) (ш) (с Чайна) поб. Новият среднощен експрес (Привлекателния Барт и Бомбастичния Боб) (с Джим Корнет) | Отборен мач за Световните отборни титли на WWF                           | 09:34 |
| 7                                         | Кен Шамрок поб. Скалата чрез предаване | Финал за Крал на ринга                                                   | 14:09 |
| 8                                         | Гробаря поб. Менкайнд | Мач в Адска клетка                                                       | 17:00 |
| 9                                         | Кейн (с Пол Беърър) поб. Ледения Стив Остин (ш) | Мач Първа кръв за Титлата на WWF; ако Кейн загуби, трябва да се подпали. | 15:58 |
| - (ш) – указва шампиона/шампионите в мача | |                                                                          |       |